# Athens Airways
Athens Airways es una aerolínea griega que inició sus vuelos regulares el 31 de enero de 2009. Athens Airways es una aerolínea regional, que conecta Atenas con las principales ciudades de Grecia y algunas islas griegos. También opera vuelos chárter. Desde mayo de 2009, Athens Airways también une Thessalonika con las principalmente ciudades e islas de Grecia y desde septiembre de 2009 Mytilene con Kavala.
Athens Airways fue la primera aerolínea de Grecia en lanzar tarifas para jóvenes, un 20% de descuento en las tarifas de todas las categorías para pasajeros con edades comprendidas entre los doce y los veinticuatro años, soldados sin tarjeta de embarque, así como estudiantes de hasta veintiocho años. También han sido los primeros en ofrecer un 15% de descuento en el precio de vuelta, para todas las tarifas en sus destinos más relevantes.

## Destinos
Athens Airways opera a los siguientes destinos (a 12 de abril de 2010):
- Grecia
  - Agios Kirikos - Aeropuerto de Icaría
  - Alejandrópolis – Aeropuerto Internacional de Alejandrópolis
  - Atenas – Aeropuerto Internacional de Atenas Hub
  - La Canea – Aeropuerto Internacional de la Canea
  - Quíos – Aeropuerto de Quíos
  - Fira – Aeropuerto de Santorini 
  - Kárpatos - Aeropuerto de Kárpatos
  - Kavala – Aeropuerto Internacional de Kavala
  - Citera - Aeropuerto de Citera
  - Léucade/Préveza - Aeropuerto Nacional de Accio
  - Mirina - Aeropuerto Internacional de Lemnos
  - Mitilene – Aeropuerto Internacional de Mitilene
  - Rodas – Aeropuerto Internacional de Rodas
  - Sitia – Aeropuerto de Sitia
  - Scíathos – Aeropuerto de Scíathos - Alexandros Papadiamantis
  - Esciro - Aeropuerto de Esciro
  - Tesalónica – Aeropuerto Internacional de Tesalónica Base secundaria
  - Vathí (Samos) – Aeropuerto Internacional de Samos

## Flota
La flota de vuelos regulares de Athens Airways incluye los siguientes aviones (en diciembre de 2010):